# Kangerluarsoruseq
Kangerluarsoruseq (Kangerdluarssoruseĸ avant 1973, anciennement Færingehavn en danois) était un village groenlandais situé dans la municipalité de Sermersooq à 50 km au sud de Nuuk, au sud-ouest du Groenland. La population était de 5 habitants en 2005.
Le village a été abandonné en 2009.